# Giải Nobel Văn học

Huy chương giải Nobel văn chương

Giải Nobel Văn học (tiếng Thụy Điển: Nobelpriset i litteratur) là một trong sáu giải thưởng của nhóm Giải Nobel, giải được trao hàng năm cho một tác giả từ bất cứ quốc gia nào có, theo cách dùng từ trong di chúc của Alfred Nobel, tác phẩm xuất sắc nhất theo khuynh hướng duy tâm (nguyên văn tiếng Thụy Điển: "den som inom litteraturen har producerat det utmärktaste i idealisk riktning"). "Tác phẩm" ở đây có thể là toàn bộ sự nghiệp sáng tác của người được trao giải hoặc là một số tác phẩm riêng biệt được nêu trong phần lý do trao tặng. Viện Hàn lâm Thụy Điển sẽ công bố tên của người đoạt giải vào đầu tháng Mười. Đây là một trong năm Giải Nobel thành lập theo di chúc của Alfred Nobel từ năm 1895. Theo truyền thống, văn học là giải thưởng cuối cùng được trao tại lễ trao giải Nobel. Trong một số trường hợp, giải thưởng sẽ bị hoãn sang năm sau, gần đây nhất là vào năm 2018 kể từ tháng 5 năm 2022.

## Bối cảnh

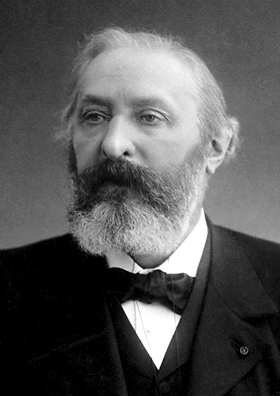
Năm 1901, nhà thơ và nhà tiểu luận người Pháp Sully Prudhomme (1839–1907) là người đầu tiên được trao giải Nobel Văn học, "để ghi nhận công sức đặc biệt trong sáng tác thơ ca của ông, đưa ra bằng chứng về chủ nghĩa lý tưởng cao cả, sự hoàn hảo trong nghệ thuật và một sự kết hợp hiếm hoi của những phẩm chất của cả trái tim và trí tuệ."

Alfred Nobel đã quy định trong di chúc và di chúc cuối cùng của ông rằng tiền của ông sẽ dùng để tạo ra một loạt giải thưởng cho những người mang lại "lợi ích lớn nhất cho nhân loại" trong vật lý, hóa học, hòa bình, sinh học hoặc y học, và văn học. Mặc dù Nobel đã viết nhiều di chúc trong suốt cuộc đời của ông, nhưng di chúc cuối cùng được viết hơn một năm trước khi ông qua đời và ký tại Câu lạc bộ Thụy Điển-Na Uy ở Paris vào ngày 27 tháng 11 năm 1895. Nobel để lại 94% tổng tài sản 31 triệu Kronor Thụy Điển (US$198 triệu, €176 triệu vào năm 2016), để thiết lập và ban tặng năm giải thưởng Nobel. Do mức độ hoài nghi xung quanh di chúc, phải đến ngày 26 tháng 4 năm 1897, di chúc mới được Storting (Quốc hội Na Uy) chấp thuận. Những người thực hiện di chúc của ông là Ragnar Sohlman và Rudolf Lilljequist, họ đã thành lập Quỹ Nobel để quản lý tài sản của Nobel và tổ chức các giải thưởng.
Các thành viên của Ủy ban Nobel Na Uy sẽ trao giải Giải Hòa bình ngay sau khi di chúc được thông qua. Các tổ chức trao giải theo sau: Học viện Karolinska vào ngày 7 tháng 6, Viện Hàn lâm Thụy Điển vào ngày 9 tháng 6 và Viện Hàn lâm Khoa học Hoàng gia Thụy Điển vào ngày 11 tháng Sáu. Sau đó, Quỹ Nobel đã đạt được thỏa thuận về hướng dẫn cách thức trao giải Nobel. Năm 1900, quy chế mới được thành lập của Quỹ Nobel do Vua Oscar II ban hành. Theo di chúc của Nobel, giải thưởng văn học nên được một "Viện hàn lâm ở Stockholm" xác định và đánh giá, theo các đạo luật của Quỹ Nobel, đồng nghĩa với Viện Hàn lâm Thụy Điển.

## Thủ tục xét giải
Hằng năm, Viện Hàn lâm Thụy Điển sẽ gửi các đề nghị đề cử những tác giả theo họ là xứng đáng được trao Giải Nobel Văn học. Ngoài các viện sĩ của Viện Hàn lâm Thụy Điển thì thành viên của các hội và viện hàn lâm văn học, giáo sư văn học và ngôn ngữ, những người từng được trao giải thưởng này và chủ tịch các hiệp hội nhà văn cũng được quyền đề cử, tuy nhiên họ không được quyền đề cử bản thân.
Mỗi năm, có hàng ngàn đề nghị được gửi đi với khoảng 220 đề xuất sẽ bị trả lại. Các đề cử phải được gửi đến Viện trước ngày 1 tháng 2, sau đó một ủy ban sẽ xem xét các đề cử kỹ lưỡng. Từ tháng 4, Viện bắt đầu giới hạn số ứng cử xuống còn khoảng 20, và đến mùa hè thì chỉ còn khoảng 5 tác giả nằm trong danh sách đề cử. Các tháng tiếp theo, viện sĩ của Viện bắt đầu nghiên cứu kỹ tác phẩm của những ứng cử viên cuối cùng này. Các yếu tố khác của quy trình tương tự như các giải thưởng Nobel khác. Viện Hàn lâm Thụy Điển bao gồm 18 thành viên bình bầu trọn đời và về mặt kỹ thuật không được phép rời khỏi viện cho đến năm 2018.
Ngày 2 tháng 5 năm 2018, Vua Carl XVI Gustaf đã sửa đổi các quy tắc của học viện và khiến các thành viên có thể từ chức. Các quy tắc mới cũng nêu rõ một thành viên không tham gia công việc của học viện trong hơn hai năm có thể bị yêu cầu từ chức. Các thành viên của ủy ban Nobel được bầu trong thời hạn ba năm trong số các thành viên của học viện và các cố vấn chuyên gia được chỉ định đặc biệt sẽ hỗ trợ họ.
Giải thưởng thường công bố vào tháng 10. Đôi khi, giải thưởng được công bố năm sau của năm đề cử, gần đây nhất là giải thưởng năm 2018. Ngày 4 tháng 5 năm 2018, giữa những tranh cãi xung quanh tuyên bố tấn công tình dục, xung đột lợi ích và các quan chức từ chức, Viện Hàn lâm Thụy Điển đã thông báo người đoạt giải năm 2018 sẽ công bố vào năm 2019 cùng với người đoạt giải năm 2019.

## Tranh cãi
Mặc dù giải Nobel Văn học đã trở thành giải thưởng văn học danh giá nhất thế giới, Viện hàn lâm Thụy Điển đã bị chỉ trích nặng nề vì cách xử lý giải thưởng. Nhiều tác giả đoạt giải đã chìm vào quên lãng, trong khi những tác giả khác bị ban giám khảo từ chối vẫn được nghiên cứu và đọc rộng rãi. Trong Wall Street Journal, Joseph Epstein đã viết, "Có thể bạn không biết, nhưng bạn và tôi là thành viên của một câu lạc bộ mà các thành viên khác bao gồm Leo Tolstoy, Henry James, Anton Chekhov, Mark Twain, Henrik Ibsen, Marcel Proust, James Joyce, Joseph Conrad, Jorge Luis Borges và Vladimir Nabokov. Câu lạc bộ những người không đoạt giải Nobel Văn học. Tất cả những nhà văn này thực sự vĩ đại, vẫn còn sống kể từ khi giải thưởng khởi xướng năm 1901 nhưng không một ai trong số này nhận nó." Giải thưởng đã "được nhiều người coi là một giải thưởng chính trị - một giải thưởng hòa bình đội lốt văn học", nơi mà các giám khảo có thành kiến với các tác giả có thị hiếu chính trị khác với họ. Tim Parks đã bày tỏ sự hoài nghi rằng có thể "các giáo sư Thụy Điển so sánh một nhà thơ từ Indonesia, có lẽ một tiểu thuyết gia từ Cameroon đã dịch sang tiếng Anh với , có thể chỉ có sẵn bằng tiếng Pháp, và một người khác viết bằng tiếng Afrikaans nhưng xuất bản bằng tiếng Đức và tiếng Hà Lan...". Tính đến năm 2021, 16 trong số 118 người nhận là người gốc Scandinavi. Viện hàn lâm thường bị cho là thiên vị các tác giả người châu Âu, đặc biệt là người Thụy Điển.
Câu trích dẫn trong di chúc của Nobel về giải thưởng này đã dẫn đến nhiều tranh cãi. Trong tiếng Thụy Điển, từ id ealisk vừa có thể hiểu là duy tâm (idealistic), vừa có thể hiểu là lý tưởng (ideal). Cách giải thích của Ủy ban Nobel đã thay đổi qua nhiều năm. Trong những năm gần đây, điều này có nghĩa là một loại chủ nghĩa lý tưởng bảo vệ nhân quyền trên quy mô rộng.

### Những tranh cãi về việc lựa chọn người đoạt giải Nobel

Selma Lagerlöf, nhà văn nữ đầu tiên nhận giải Nobel văn học, đã phải đối mặt với những tranh cãi lớn. Hình minh họa của Svenska Dagbladet, ngày 11 tháng 12 năm 1909

Năm 1974, ba tác giả nổi tiếng thế giới là Graham Greene, Vladimir Nabokov và Saul Bellow đều được đề cử, nhưng giải thưởng lại lọt vào tay các tác giả người Thụy Điển ít tên tuổi hơn là Eyvind Johnson và Harry Martinson, vốn cũng nằm trong ủy ban xét tặng giải thưởng này. Sau đó Bellow nhận giải năm 1976 nhưng Greene và Nabokov thì không bao giờ được xét tặng giải thưởng này nữa.
Người được tặng Giải Nobel Văn học năm 1997 là Dario Fo thoạt tiên chỉ được một số nhà phê bình coi là một ứng cử viên nhẹ ký vì tác giả này thường được biết tới như là một diễn viên hơn là một nhà văn, vả lại Giáo hội Công giáo Rôma cũng đã từng chỉ trích tác phẩm của Fo. Tờ báo L'Osservatore Romano của Vatican bày tỏ sự ngạc nhiên trước việc Fo được chọn trao giải bình luận rằng "Trao giải thưởng cho một người đồng thời là tác giả của những tác phẩm đáng ngờ là điều ngoài sức tưởng tượng." Theo nhà xuất bản của Dario Fo ở Luân Đôn thì Salman Rushdie và Arthur Miller mới là những người được dự đoán sẽ giành giải, tuy nhiên những nhà tổ chức đã tuyên bố rằng hai nhà văn này là "quá dễ dự đoán và quá phổ biến" (too predictable, too popular).
Một thành viên của Viện Hàn lâm Thụy Điển là Knut Ahnlund, người đã không đóng vai trò tích cực trong Viện kể từ năm 1996, đã phản đối việc lựa chọn người đoạt giải năm 2004 là Elfriede Jelinek; Ahnlund từ chức, cáo buộc rằng việc chọn Jelinek đã gây ra "thiệt hại không thể khắc phục" đối với danh tiếng của giải thưởng.
Việc lựa chọn Harold Pinter cho giải thưởng năm 2005 đã bị trì hoãn vài ngày, rõ ràng là do Ahnlund từ chức, và dẫn đến những suy đoán mới về việc có "yếu tố chính trị" trong việc trao giải của Viện Hàn lâm Thụy Điển. Mặc dù Pinter không thể trực tiếp thuyết trình về giải Nobel vì sức khỏe yếu, nhưng ông ấy đã truyền đạt nó từ một phòng thu truyền hình trên video được chiếu trên màn hình cho khán giả tại Học viện Thụy Điển, ở Stockholm. Ý kiến của ông đã là nguồn gốc của nhiều bình luận và tranh luận. Vấn đề về "lập trường chính trị" của họ cũng được nêu ra để đáp lại việc trao giải Nobel Văn học cho Orhan Pamuk và Doris Lessing lần lượt vào năm 2006 và 2007.
Trong những năm gần đây, Bob Dylan nhận Giải Nobel Văn học 2016 và Peter Handke cho Giải Nobel Văn học 2019 đã bị chỉ trích nặng nề.

### Tranh cãi về thành viên hội đồng Viện Hàn lâm Thụy Điển
Tư cách thành viên trong học viện bao gồm 18 thành viên, về mặt kỹ thuật là thành viên trọn đời. Cho đến năm 2018, các thành viên không được phép rời đi, mặc dù họ có thể từ chối tham gia. Đối với các thành viên không tham gia, ghế hội đồng quản trị của họ sẽ bị bỏ trống cho đến khi họ qua đời. Số đại biểu quy định là mười hai thành viên tích cực/tham gia.
Năm 1989, ba thành viên, trong đó có cựu thư ký thường trực Lars Gyllensten, đã từ chức để phản đối sau khi học viện từ chối tố cáo Ayatollah Ruhollah Khomeini vì đã kêu gọi ám sát Salman Rushdie, tác giả của The Satanic Verses (Những vần thơ của quỷ Satan). Thành viên thứ tư là Knut Ahnlund quyết định ở lại viện, nhưng sau đó từ chối tham gia vào công việc của họ và từ chức vào năm 2005 để phản đối giải Nobel Văn học được trao cho Elfriede Jelinek. Theo Ahnlund, quyết định trao giải cho Jelinek đã làm hỏng giá trị của giải Nobel Văn học trong một thời gian dài.

#### Tranh cãi và hủy giải 2018
Tháng 4 năm 2018, ba thành viên của hội đồng đã từ chức sau cuộc điều tra về hành vi sai trái tình dục liên quan đến tác giả Jean-Claude Arnault, người đã kết hôn với Katarina Frostenson, một thành viên trong hội đồng. Arnault bị ít nhất 18 phụ nữ cáo buộc tấn công và quấy rối tình dục. Ông và vợ cũng bị buộc tội tiết lộ tên của những người nhận giải thưởng ít nhất bảy lần để bạn bè kiếm lời từ các vụ cá cược. Ông phủ nhận mọi cáo buộc, mặc dù sau đó bị kết tội hiếp dâm và nhận án hai năm sáu tháng tù giam. Sara Danius, thư ký hội đồng quản trị, đã thuê một công ty luật để điều tra xem liệu Frostenson có làm rò rỉ thông tin mật hay không và liệu Arnault có bất kỳ ảnh hưởng nào đến Viện hay không, nhưng không có hành động pháp lý nào được thực thi. Cuộc điều tra đã gây ra sự chia rẽ trong Viện. Sau một cuộc bỏ phiếu loại trừ thành viên hội đồng quản trị Frostenson, ba thành viên khác đã từ chức để phản đối các quyết định của Viện. Hai cựu thư ký thường trực là Sture Allén và Horace Engdahl gọi Danius là một lãnh đạo yếu kém.
Ngày 10 tháng 4, Viện hàn lâm yêu cầu Danius từ chức, nâng số ghế trống lên bốn ghế. Mặc dù Viện hàn lâm đã bỏ phiếu chống lại việc loại bỏ Katarina Frostenson khỏi ủy ban, bà tự nguyện rút lui khỏi việc viện, nâng tổng số ghế rút lên năm người. Bởi vì hai ghế khác vẫn còn trống trong vụ Rushdie, chỉ còn lại 11 thành viên tích cực, vẫn thiếu một người so với số đại biểu cần thiết để bỏ phiếu thay thế. Ngày 4 tháng 5 năm 2018, Viện Hàn lâm Thụy Điển thông báo việc tuyển chọn sẽ bị hoãn lại cho đến năm 2019 với hai người sẽ nhận giải. Về mặt kỹ thuật, vẫn có thể chọn người đoạt giải năm 2018 vì chỉ cần tám thành viên tích cực để chọn người nhận. Tuy nhiên, có những lo ngại rằng viện không đủ điều kiện để trao giải theo cách đáng tin cậy. Giải thưởng Hàn lâm mới về Văn học được tạo ra như một giải thưởng thay thế chỉ dành cho năm 2018.
Nhiều người coi vụ bê bối gây tổn hại đến uy tín của giải thưởng và thẩm quyền của nó. Theo ghi nhận của Andrew Brown của The Guardian trong một bài báo dài viết về vụ bê bối:
"Vụ bê bối có yếu tố của một bi kịch, trong đó những người đặt mục tiêu phục vụ văn học và văn hóa lại cay đắng phát hiện ra rằng họ chỉ đang chiều chuộng các nhà văn và những người xung quanh. Việc theo đuổi sự xuất sắc trong nghệ thuật đã va phải việc theo đuổi uy tín xã hội. Viện cư xử như thể các bữa ăn trong câu lạc bộ cũng là một thành tựu tương tự như cái cách mà mọi người được bầu chọn ở đó."

Vua Carl XVI Gustaf của Thụy Điển cho biết có thể cải cách các quy tắc, bao gồm cả việc đưa ra quyền từ chức đối với tư cách thành viên suốt đời hiện tại của ủy ban. Ngày 5 tháng 3 năm 2019, có thông báo rằng Giải Nobel Văn học sẽ một lần nữa sẽ được trao và công bố chung cho cả người đoạt giải của năm 2018 và 2019. Quyết định được đưa ra sau khi có một số thay đổi đối với cấu trúc của Viện Hàn lâm Thụy Điển cũng như việc lựa chọn các thành viên của Ủy ban Nobel, nhằm "[khôi phục] niềm tin vào Viện Hàn lâm với tư cách là một tổ chức trao giải thưởng".

## Danh sách người đoạt giải
- Những người đoạt giải Nobel Văn học

## Ngoài lề
- Cho đến nay tác giả lớn tuổi nhất được nhận Giải Nobel Văn học là Doris Lessing, nữ nhà văn người Anh này đã 88 tuổi khi được công bố là người nhận giải năm 2007. Còn người trẻ nhất được nhận giải là Rudyard Kipling, ông 42 tuổi khi nhận giải năm 1907.
- Người nhận Giải Nobel Văn học sống thọ nhất cho đến nay là Bertrand Russell, ông qua đời năm 97 tuổi. Còn người chết trẻ nhất trong số những người đoạt giải là nhà văn Pháp Albert Camus, ông qua đời sau một tai nạn ô tô năm 46 tuổi, chỉ ba năm sau khi được nhận giải Nobel.
- Cho đến nay sau khi hơn 100 tác giả đã được trao Giải Nobel Văn học thì mới chỉ có 17 phụ nữ được nhận vinh dự này, đó là Selma Lagerlöf (1909), Grazia Deledda (1926), Sigrid Undset (1928), Pearl S. Buck (1938), Gabriela Mistral (1945), Nelly Sachs (1966), Nadine Gordimer (1991), Toni Morrison (1993), Wisława Szymborska (1996) và Elfriede Jelinek (2004), Doris Lessing (2007), Herta Muller (2009), Alice Munro (2013), Svetlana Alexievich (2015), Olga Tokarczuk (2018), Louise Glück (2020) và Annie Ernaux (2022).